# عبدالمجید عبدالله
عبدالمجید عبدالله (عربی: عبد المجيد عبد الله؛ زادهٔ ۳ اوت ۱۹۶۲) خواننده، موسیقی‌دان، آهنگساز و بازیگر اهل عربستان سعودی است. وی از سال ۱۹۸۴ میلادی تاکنون مشغول فعالیت بوده است. وی یکی از مشهورترین خوانندگان موسیقی پاپ عربی در خاورمیانه است. وی کارش را با خوانندگی در یک شبکهٔ رادیویی در جده آغاز کرد و از آن زمان تا به امروز آلبوم‌ها و تک‌آهنگ‌های زیادی منتشر کرده است. او به‌طور منظم در بسیاری از جشنواره‌های موسیقی محلی و بین‌المللی برنامه اجرا می‌کند. در سال ۲۰۱۹ ستاره‌ای به افتخار او در «پیاده‌روی مشاهیر دبی» اهدا شد.

### جدول موسیقی
| عنوان ترانه                                                        | سال  | بالاترین رتبه | بالاترین رتبه | آلبوم      |
| عنوان ترانه                                                        | سال  | کی‌اس‌اِی        | مِـنا          | آلبوم      |
| ------------------------------------------------------------------ | ---- | ------------- | ------------- | ---------- |
| «عاش سلمان» (اجرا به همراه راشد الماجد)                            | ۲۰۱۵ | ۳             | *             | تک‌آهنگ     |
| «یا أبن الاوادم»                                                   | ۲۰۲۱ | ۱۲            | ۶             | عالم موازی |
| «تتنفسک دنیای»                                                     | ۲۰۲۲ | *             | ۱۸            | تک‌آهنگ     |
| «مکانک»                                                            | ۲۰۲۳ | *             | ۱۱            | تک‌آهنگ     |
| "*" علامت ستاره بدان معناست که در آن هنگام جدول موسیقی موجود نبود. |      |               |               |            |